# 이반 구델
이반 구델(크로아티아어: Ivan Gudelj, 1960년 9월 21일, 스플리트-달마티아 주 이모트스키 ~)은 크로아티아의 전직 축구 미드필더로, 유고슬라비아가 존속하던 시절에 현역 선수로 활동했다. 그는 국가대표 선수로도 활동했지만, 25세 시절에 츠르베나 즈베즈다전에서 쓰러지면서 일찍 은퇴했다. 그는 당시 간염에 걸린 것으로 밝혀졌다.

## 클럽 경력
즈미야브치 출신인 구델은 이웃 루노비치의 므라차이에서 축구를 시작했다. 그는 이 곳에서 나중에 축구 거성으로 성장하는 즈보니미르 보반의 아버지인 마린코 보반의 지도를 받았다. 몇 년 후, 구델은 이후 하이두크 스플리트에 입단해 1976년부터 1986년까지 총 362번의 경기에 출전해 93골을 기록했다. 그는 1군 신고식을 치르고 얼마 지나지 않아 믿음직하고 우아한 수비형 미드필더로 거듭나 유고슬라비아 언론으로부터 "즈미야브치의 베켄바워"라는 찬사를 들었다.
그러나, 비상하는 유고슬라비아의 신성은 일찍 축구를 접어야 했다. 구델의 은퇴 사유는 건강 문제였는데, 그는 B형 간염을 앓았다. 당시 26세였던 그는 1986년 9월 23일에 스플리트에서 츠르베나 즈베즈다와 1986-87 시즌 리그 경기를 치렀는데, 이는 그의 마지막 경기가 되었다. 그의 보르도와의 가계약은 최종적으로 성사되지 못했다.

## 국가대표팀 경력

### 청소년 국가대표
1979년, 18세의 구델은 빡빡한 여름을 보냈다.
우선, 1979년 여름에는 유고슬라비아를 대표로 빈에서 유럽 U-18 선수권 대회에 참가했고, 유고슬라비아가 결승전에서 불가리아를 이기고 우승할 수 있도록 도왔다. 구델은 이 대회 최우수 선수로 선정되었다.
이후, 그 해 여름 말인 1979년 8월, 구델은 유고슬라비아 청소년 국가대표팀 일원으로 일본에서 열린 1979년 세계 청소년 선수권 대회에 참가했는데, 18세의 디에고 마라도나가 속한 아르헨티나와 조별 리그에서 상대한 유고슬라비아는 조별 리그를 통과하지 못했다.

### 성인 국가대표팀
구델리는 청소년 국가대표팀에서의 활약상으로 밀랸 밀랴니치 성인 국가대표팀의 관심을 받았고, 밀랴니치 감독은 이듬해 구델을 성인 국가대표팀에 차출했다.
그는 1980년 9월, 룩셈부르크와의 1982년 월드컵 예선전에서 85분에 조란 부요비치와 교체되어 들어가 유고슬라비아 국가대표팀 첫 경기를 치렀고, 구델은 밀랴니치의 주축 선수로 도약하여 21세의 나이로 국가대표팀 주장도 역임했다. 결국, 구델은 국가대표팀 경기에 33번 출전해 3골을 넣었다. 그는 1982년 월드컵과 유로 1984에 참가했다. 경기에서의 훌륭한 활약상으로, 프랑스의 "레키프"(L’Équipe)지는 그를 1982년 월드컵 대회의 이상적인 선수단 명단에 이름을 올렸다. 그의 마지막 국가대표팀 경기는 1986년 5월에 열린 벨기에와의 친선경기였다.
그는 1982년에 유고슬라비아 올해의 축구 선수로도 선정되었다.

## 감독 경력
그는 1990년에 지도자의 길에 들었다. 그는 감독으로서 크로아티아 성직자들과 생도들의 국가대표팀을 지도했다. 후자의 경우, 2001년 잉글랜드에서 열린 유로챔스 대회에서 동메달을 목에 걸었다.(이 선수단에 니코 크란차르 포함)
이후, 그는 다수의 구단을 지휘했다. 그는 스토브레츠의 프리모라츠 지휘봉을 잡아 크로아티아 1부 리그 승격을 이룩했다. 그는 클리스의 우스코크, 자다르, 두브로브니크, 오스트리아의 포르베르츠 슈타이어, 그리고 하이두크 스플리트(2005년에 미로슬라브 블라제비치의 후임으로 취임)를 지도했다. 하이두크를 맡기 전, 구델은 크로아티아 U-17 국가대표팀을 지도했고, 이탈리아에서 열린 205년 유럽 U-17 선수권 대회에서 4위에 입상했다.

## 사생활
구델은 이모트스키 군 출신으로, 인근 즈미야브치에서 유년 시절을 보냈다. 어린 시절, 이반 구델은 성직자를 진로로 고려해 본 적이 있다.
유년 시절, 그는 이반 라오스의 소설을 원본으로 한 텔레비전 연속극 "거지들과 아들들"(Prosjaci i sinovi)이 즈미야브치에 있는 구델의 집을 촬영하게 되면서 보조 출연했다. 그는 당시 촬영된 소년들보다 눈에 띄었는데, 이반 구델은 촬영된 다른 그 어떤 소년들보다 빨랐기 때문이었다.

## 수상

### 선수
하이두크 스플리트
- 유고슬라비아컵: 1983–84